# Leonid Carp
Leonid Valentin Carp (n. 31 octombrie 1996, Tulcea) este un canoist român, campion european la tineret în 2014, vice-campion european la seniori în 2015.

## Carieră
A crescut în Dunavățu de Jos, în județul Tulcea. Din copilărie a fost atras de apă, tatăl său fiind pescar. La vârsta de 12 ani s-a apucat de canoe la CSM Danubiu sub îndrumarea Eugeniei Neagu și lui Marian Boca. În 2012 s-a transferat la CSA Steaua, unde s-a antrenat și cu lotul național.
La Campionatul European de tineret (U23) din 2014 de la Mantes-la-Jolie a cucerit trei medalii de aur: la canoe simplu (C1), la canoe dublu (C2) și la canoe în patru (C4), tot pe 1000 m. În anul următor, și la vârsta de 18 ani, a obținut prima sa medalie într-o competiție majoră la seniori, argintul la C4 din cadrul Campionatului European de la Račice.
În anul 2016 s-a calificat la Jocurile Olimpice de vară din 2016 atât la C1-1000 m, cât și la C2-1000 m, din cadrul regatei preolimpice de la Duisburg. Totuși, întregul lot de kaiac-canoe a României a fost depistat pozitiv cu substanța interzisă meldonium. Leonid Carp și colegul său de barcă C-2, Ștefan Strat, au fost descalificați.